# Den store sovjetiske encyklopædi
Den store sovjetiske encyklopædi (russisk: Большая советская энциклопедия eller БСЭ; tr. Bolsjaja sovetskaja entsiklopedija) er et af de største og mest moderne opslagsværker på russisk. Encyklopædien blev udgivet i Sovjetunionen mellem 1926 og 1990. Den første udgave med 65 bind og et helt ekstra bind helt helliget Sovjetunionen udkom 1926-1947; den anden udgave på 50 bind udkom 1950-1958; den tredje udgave udkom i 1969-1978 og havde 30 bind.
Første udgave af Den store sovjetiske encyklopædi (1926-47) indeholdt 65.000 artikler, 12.000 illustrationer og over 1000 kort. Hver artikel var gennemsnitligt på 2.700 tegn. Chefredaktøren på den første udgave var sovjetiske videnskabsmand Otto Schmidt. I redaktionen indgik blandt andre Nikolaj Bukharin, Kliment Vorosjilov og Karl Radek. Hvert bind blev udgivet i 50-80 tusinde eksemplarer.
Anden udgave (1950-58) indeholdt 100.000 artikler og tredje udgave (1969-78) indeholdt i alt 95.279 artikler.
Leksikonet fik en efterfølger i 2002, hvor Vladimir Putin undertegnede en kontrakt om at udgive en ny udgave. Den nye udgave blev opdateret. Forud for udgivelsen i 2004 ændredes navnet til "Den store russiske encyklopædi".